# Hollywood (Madonna)
Hollywood is een nummer van de Amerikaanse zangeres Madonna uit 2003. Het is de derde single van haar negende studioalbum American Life.
In de tekst van nummer bekritiseert Madonna de Amerikaanse cultuur en hebzucht, voornamelijk in Hollywood. Ook uit ze haar ongenoegen over het feit dat radiozenders te veel dezelfde muziek draaien. "Hollywood" flopte in Amerika, maar werd in Europa, Canada en Australië wel een hit. In de Nederlandse Top 40 haalde het nummer een bescheiden 25e positie, terwijl het in de Vlaamse Ultratop 50 de 14e positie behaalde.